# Vectrix
 (mai 2022).
Motif : Confus : il faudrait un article dédié à l'entreprise et un autre dédié aux modèles.
Vectrix est un fabricant de scooters électriques basé à Middletown (Rhode Island), aux États-Unis, dont les installations de recherche et développement se situent à New Bedford (Massachusetts). Ses véhicules sont assemblés à Wrocław, en Pologne.

## Scooters
Le Vectrix est un gros scooter, et un des premiers scooters électriques avec de bonnes performances à être commercialement disponibles.
Il peut rouler à plus de 100 km/h, accélère de 0 à 80 km/h en 6,8 secondes, avec un couple maximum disponible dès les premiers tours de roue, ce qui est une caractéristique des moteurs électriques. Il est constitué de moins de 250 éléments, contre environ 2 500 pour un scooter conventionnel. Son autonomie peut atteindre 105 km en roulant à une vitesse constante de 40 km/h.
Au Royaume-Uni, en Italie, aux Pays-Bas et en Slovénie, le Vectrix est exempt de vignette.
Le scooter Vectrix utilise des batteries NiMH, avec une durée de vie, selon le constructeur, de 10 ans et 1 500 cycles de charge/décharge.
Les batteries, atteignant une tension de 125 volts, peuvent stocker 3,7 kWh d’énergie, et peuvent être rechargées à 80 % de leur pleine charge en deux heures à partir d’une prise électrique standard. Elles peuvent également être partiellement rechargées par récupération d’énergie au freinage.
Le coût du remplacement des batteries est estimé à environ 3 000 dollars US, soit près du tiers du prix du scooter entier.
La société Vectrix a annoncé qu’elle envisageait et qu’elle testait l’utilisation de batteries lithium-ion reposant sur la technologie lithium-fer-phosphate, grâce à un accord avec la société hongkongaise Gold Peak.
Durant l’automne 2008, la société Vectrix a annoncé qu’elle élargirait sa gamme de scooters en proposant deux modèles d’entrée de gamme, le VX-1E (annoncé pour mars 2009) et le VX-2 (annoncé pour juin 2009). Ces deux modèles ont été présentés en janvier 2009 à l’International Motorcycle Show de New York et au Birmingham Motor Show, mais n’ont jamais été réellement commercialisés du fait de la faillite de la société.

### Spécifications
| Vectrix | Vectrix  |
| --- | -------- |
| Vitesse maximale                                                                                              | 110 km/h |
| Accélération de 0 à 50 km/h                                                                                   | 3,6 s    |
| Accélération de 0 à 80 km/h                                                                                   | 6,8 s    |
| Autonomie* | 110 km   |
| * L'autonomie repose sur une vitesse constante de 40 km/h qui n'est pas représentative d'une conduite réelle. |          |

## Véhicules-concepts

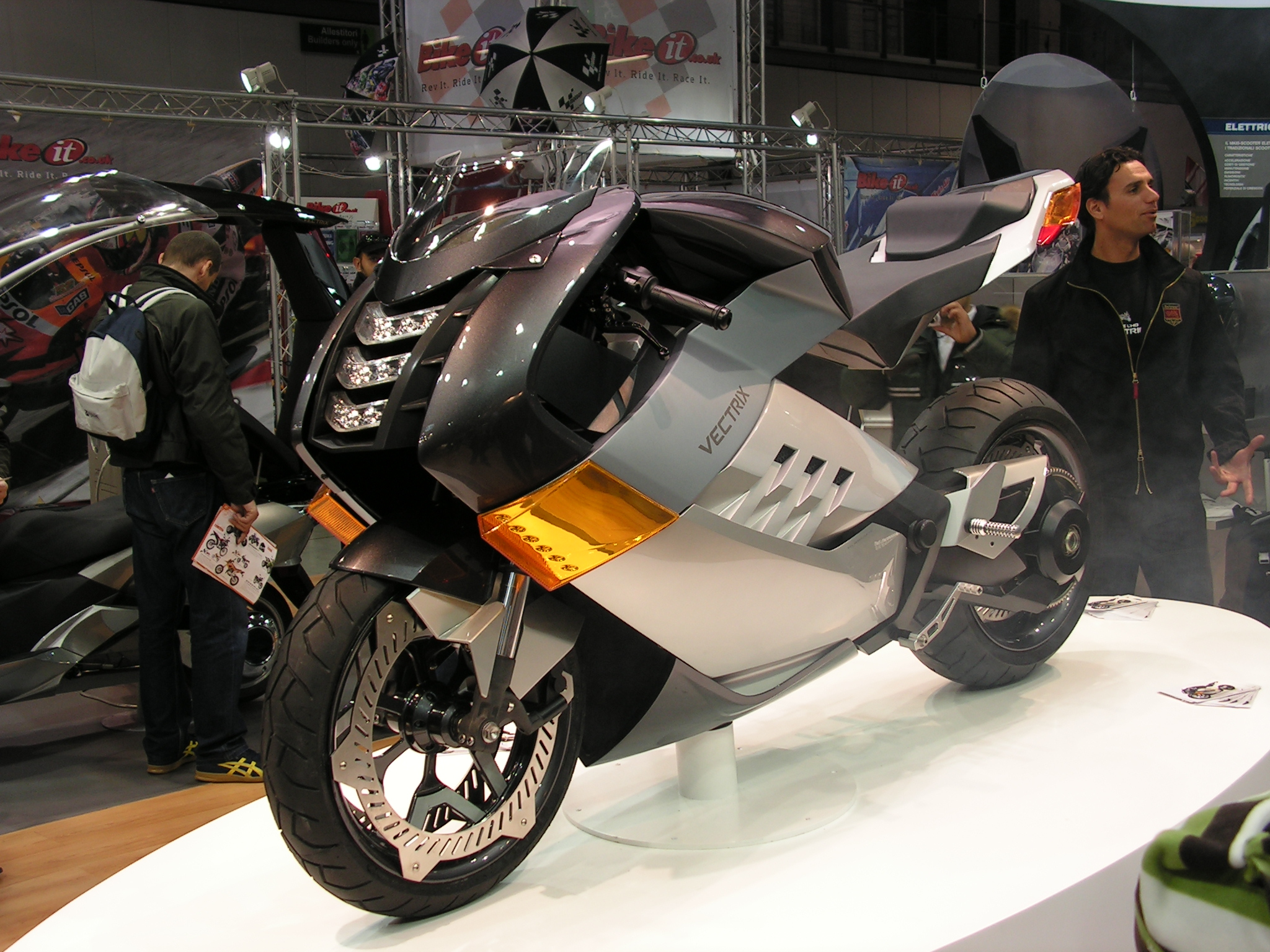
Le superbike électrique présenté au salon de la moto de Milan en 2007.

Vectrix a présenté une moto-concept de sport capable d’atteindre 200 km/h au salon de la moto de Milan de 2007, qui devait être produite en série à condition qu’au moins 500 commandes soient reçues.
En 2008, Vectrix a annoncé une version tricycle de son scooter.

## Faillite
En juillet 2009, Vectrix Corporation a licencié une part importante de son personnel, après avoir indiqué à plusieurs reprises qu’elle rencontrait des difficultés financières,. Le 28 septembre 2009, la société a annoncé se mettre sous la protection de ses créanciers en vertu du chapitre 11 de la loi sur les faillites des États-Unis, et a précisé qu’il était probable qu’une nouvelle société Vectrix achèterait ses actifs pour recapitaliser une nouvelle société. Fin 2009, ses actifs ont été vendus au groupe fabricant de batteries Gold Peak. Le produit de cette vente a permis ensuite à la société Vectrix de redémarrer.

## Nouveau Vectrix
Durant l’essentiel de l’année 2010, la société Vectrix a réembauché son ancien personnel ainsi que de nouveaux collaborateurs, reprenant le suivi et l’assistance de ses anciens clients. Début 2011, Vectrix a annoncé l'ajout de trois nouveaux modèles à son catalogue, le VX-2, le VX-1 Li et le VX-1 Li+. Le VX-1 Li est identique au modèle VX-1 d’origine, à ceci près qu’il utilise des batteries au lithium d’une capacité de 30 ampères-heures, ce qui permet au scooter d’être plus léger tout en conservant une autonomie et des performances similaires. Le VX-1 Li+ possède des batteries d’une capacité de 42 ampères-heures, ce qui lui offre une autonomie supérieure. Le VX-2 est conçu pour être une version plus petite, plus légère et moins chère du scooter d’origine, à destination des utilisateurs qui n’ont pas besoin d’un cycle aussi lourd ou d’emprunter les autoroutes. Même si son autonomie est à peu près la même, sa vitesse de pointe, tout comme son prix, sont divisés par plus de deux par rapport au VX-1. 